# Мадагаскарска жълта чапла
Мадагаскарската жълта чапла (Ardeola idae) е птица от семейство Чаплови.

## Разпространение
Птицата гнезди на островите Мадагаскар и Реюнион, и атола Алдабра, част от Сейшелските острови.
Извън ареала си на гнездене обитава голям район в континентална Африка, където се храни. Той обхваща райони в Мозамбик, Зимбабве, Замбия, Малави, Танзания, Кения, Уганда, Руанда, Бурунди и ДР Конго.
Местообитанията и обхващат тропически и субтропически мангрови гори, реки, пресноводни езера и блата, естуари на реки и в близост до обработваеми земи.